# Кандаву (провинция)
Кандаву (фидж. Kadavu) — провинция Фиджи, часть Восточного округа. В составе провинции остров Кандаву, остров Оно, остров Галоа, остров Дравуни, остров Матануку, остров Булия, остров Нангинги, риф Большая Астолябия и несколько более мелких островов.

## География
Провинция разделена на девять тикин: Тавуки, Натева, Намбукилеву, Накасалека, Санима, Яле, Яве, Оно и Равитаки.
Риф Большая Астолябия — второй по величине живой организм на Земле. Риф простирается от северной части острова Оно до южной оконечности острова Кандаву. Края этого рифа обозначены двумя маяками: Соло-Лайт-Хаус около Оно-Айленда и Вашингтонским маяком неподалёку от острова Нангинги.
В провинции нет городов, но в Вунисеа находится штаб-квартира правительства, средняя школа-интернат и начальная школа, полицейский участок, больница и не менее пяти супермаркетов. Также рядом расположен аэропорт Вунисеа.

## Население
Кандаву — одна из самых малонаселённых провинций Фиджи. Согласно переписи 2007 года, в провинции проживало 10 167 человек (из них 5 374 мужчины и 4 793 женщины).
По этническому составу подавляющее большинство населения - фиджийцы (9 964 человека). 82,6% населения - христиане-методисты.